# クリストファー・ライス
クリストファー・ライス（Christopher Rice、1978年3月11日 - ）は、アメリカ合衆国の小説家である。カリフォルニア州バークレー出身。本名はクリストファー・トラヴィス・ライス（Christopher Travis Rice）。
これまでに、4つの作品『A Density of Souls』（2000年）、『The Snow Garden』（2001年）、『Light Before Day』（2005年）、『Blind Fall』（2008年）を発表している。なお、日本語訳版が発売されているのは商業デビュー作である『A Density of Souls』（訳題：『ぼくたちの終わらない夏』）のみである。

## 略歴
1978年、作家一族の子として生まれる。母親は作家のアン・ライス、父親は詩人のスタン・ライスであり、伯母は作家のアリス・ボーチャードである。また作家のクライヴ・バーカーとも親交がある。それゆえに、自身の作品が発表・出版できたのは、自身の才能と言うよりはむしろ、これら作家一家の影響力もあるという批評を受けたこともある。母親とは異なり、ライスは自らの作品を“ホラー小説”ではなく、“スリル小説”と考えている。
長年ルイジアナ州ニューオーリンズに居住し、1996年に名門のイシドア・ニューマン・スクール（プレップ・スクール）を卒業している。同級生にアメリカン・アイドルのファイナリストであるジュド・ハリス、プロのポーカー・プレイヤーであるエドワード・ミラーがいる。卒業後はブラウン大学及びニューヨーク大学のTSOA（芸術学校）で学ぶが、両校とも卒業していない。その後はロサンゼルスで脚本を学ぶ。
現在は、パートナーの男性と共にカリフォルニア州ロサンゼルス在住。

## 自身のセクシュアリティと作品
ライスは同性愛者であることを公言している。2002年、「世間から“ゲイ作家”と言われることをどう思うか」との問いに、ライスは次のように語っている。
「私は“ゲイ作家”を自ら名乗ったことはありません。処女作で同性愛者を描いたことがそう言われることに繋がっているのでしょうが、それは私が意図したことではありません。確かに『The Density of Souls』（処女作）では、「同性愛」というテーマが物語を初めから終わりまで支えているのは事実ですし、読者の多くがこの作品を“ゲイ小説”と評価することも分からなくもありません。しかし、この作品の核心は、「他人のセクシャリティへの反応」という視点にあるのです。」
一方、ゲイコミュニティにおける数多くの読者たちに、ライスは感謝の念を忘れない。「『The Density of Souls』の主人公・スティーブンに対する非常に前向きな反応を読者から得たときに、私はとてもやりがいを感じます。1000人以上の若いゲイの男性が私に手紙をくれ、『自分たちがこれまでに経験してきたことがどういうものだったのかを理解することができた』と言ってくれるのです。これこそが作家の全てなんです。」と。
ライスは、LGBTに関する隔週発行雑誌「The Advocate」に連載を持っており、その中では様々な分野の話題を寄稿している。